# Johannes Mitzel
Johannes Mitzel, auch Johann Mitzel (* 17. Oktober 1642 in Stralsund; † 8. Oktober 1677 in Königsberg (Preußen)) war ein deutscher Jurist.

## Leben
Mitzel wurde am 4. August 1652 an der pommerischen Universität Greifswald immatrikuliert, wo er auch seine ersten Studien begonnen hatte. Am 26. Juni 1660 wechselte er an die Universität Helmstedt, wo er vor allem die Vorlesungen von Hermann Conring verfolgte. Im August 1666 zog er an die Universität Rostock, wo er seine juristischen Studien fortsetzte. In Rostock wurde er am 12. September 1667 examiniert, hatte am 8. Oktober de lectione et relatione actorum disputiert und wurde am 17. September zum Doktor der Rechte promoviert.
Danach absolvierte er weitläufige Reisen und wurde in Königsberg Hofgerichtsadvokat. 1670 übertrug man ihm eine außerordentliche Professur an der juristischen Fakultät der Universität Königsberg und 1672 stieg er zum zweiten ordentlichen Professor auf, womit er Assessor des samländischen Konsistoriums wurde. Er hatte sich auch an den organisatorischen Aufgaben der Königsberger Hochschule beteiligt. So war er in den Sommersemestern 1673 und 1677 Rektor der Alma Mater. Sein Leichnam wurde am 15. Oktober im Professorengewölbe des Königsberger Doms beigesetzt.
Mitzel hatte sich mit Anna Dorothea, Tochter des Hofgerichtsadvokaten und Assessors am samländischen Konsistorium Peter Weger (* 4. Dezember 1601; † August 1674) und dessen Frau Anna (* 10. April 1615; † 31. August 1687), der Tochter des Ratsherrn der Königsberger Altstadt Christoph Grube, verheiratet. Aus der Ehe sind Kinder hervorgegangen. Bekannt ist der Sohn Georg Theodor Mitzel (≈6. Juni 1670) und die Tochter Gertrud Dorothea Mitzel (* 1673; † 27. März 1674).

## Werke (Auswahl)
Als Autor
- Disputatio De Jure finium. Königsberg 1670.
- Exercitatio academica de servis veterum Romanorum. Königsberg 1671
- Dissertatio juridica De jure detractionis. Königsberg 1675.
- Disputatio De Juramento litis decisorio. Königsberg

Als Respondent
- Achaz Christian Ranger: Exercitatio Iuridica De Induciis Moratoriis Privatis. Rostock 1668.
- Achaz Reinhold Ranger: Disputatio De monopoliis. Königsberg 1669.
- Reinhold Langerfeld: Theses juridicae De represaliis. Königsberg 1670.
- Peter Weger: Theses juridicae De altero tanto. Königsberg 1670.
- Jacob Sebastian Lauremberg: Disputatio De actorum lectione et relatione nec non sententiarum ex illis conceptione. Königsberg 1672.
- Adam Cunrad: Centuria Positionum Juridicarum De Arrestis. Königsberg 1672.
- Christian Schwartz: Disputatio juridica De tutelis. Königsberg 1672.
- Martin Neuberger: Juris provincialis ducatus Prussiae oeconomia, generalis et specialis. Königsberg 1673.
- Christoph Goetsche: Disputatio juridica De vectigalibus. Königsberg 1673.
- Johannes Christoph Boltz: Disputatio De remissione peccatorum. Königsberg 1673.
- Georg Steinhagen: Dissertatio juridica De compensationibus nobillissimi ictorum ordinis consensu ac permissu. Königsberg 1674.
- Johann Albrecht von Kreytzen: De lustratione & sequela. Königsberg 1676.
- Christoph von Kohlen: Theses circulares juridicae De populis fundis. Königsberg 1677.
- Georg Plene: Disputatio juridica De testimonio foeminarum. Königsberg 1677, 1687.

## Schriften die in der Literatur erscheinen, aber nicht nachgewiesen werden konnten
- Disputatio De sequestro. Königsberg 1671
- Dissertatio prooemialis De iure. Königsberg 1675.
- Disputatio De Principiis juris. Königsberg
- Disputatio De jure retractionie. Königsberg
- Theses juridicas Juris publici, justinianei, private, feudalis stque canonici. Königsberg 16??